# Tour da China
O Tour da China (oficialmente: Tour of China) é uma competição de ciclismo profissional por etapas que se disputa na China.
A sua primeira edição disputou-se em 1995 ainda que não tem chegado tem se disputar anualmente com regularidade. A maioria das suas primeiras edições foram de categoria 2.5 (excepto a de 1996 que foi de 2.4). Desde a criação dos Circuitos Continentais da UCI em 2005 faz parte do UCI Asia Tour, primeiro dentro da categoria 2.2 (última categoria do profissionalismo) e em 2011 subindo à categoria 2.1.
O número de etapas tem ido variando tendo desde as quatro etapas (edições de 2002-2005) até as sete (mais um prólogo) das edições do 1996, 2010 e 2011. Ademais, desde 2012 disputam-se 2 edições (Tour da China I e Tour da China II).

## Palmarés

### Tour da China
| Ano                              | Vencedor             | Segundo             | Terceiro          |
| -------------------------------- | -------------------- | ------------------- | ----------------- |
| 1995                             | Viatcheslav Ekimov   | Daniele Nardello    | Steve Hegg        |
| 1996                             | Michael Andersson    | Tomasz Brożyna      | Jeff Evanshine    |
| 1997-2001 edições não disputadas |                      |                     |                   |
| 2002                             | Makoto Iijima        | Maxim Iglinsky      | Tonton Susanto    |
| 2003                             | Yoshiyuki Abe        | Jurgen van de Walle | Kazuyuki Manabe   |
| 2004                             | Koji Fukushima       | Shinichi Fukushima  | Tomasz Kłoczko    |
| 2005                             | Andrey Mizourov      | Xiaohai Zheng       | Dawid Krupa       |
| 2006-2009 edições não disputadas |                      |                     |                   |
| 2010                             | Dirk Müller          | David Tanner        | Daniel Summerhill |
| 2011                             | Muradjan Khalmuratov | Ivan Kovalev        | Alexander Serov   |

### Tour da China I
| Ano  | Vencedor              | Segundo             | Terceiro           |
| ---- | --------------------- | ------------------- | ------------------ |
| 2012 | Martin Pedersen       | Stefan Schumacher   | Michael Rasmussen  |
| 2013 | Kirill Pozdnyakov     | Constantino Zaballa | José Gonçalves     |
| 2014 | Kamil Gradek          | Vitaliy Buts        | Neil Van der Ploeg |
| 2015 | Daniele Colli         | Oleksandr Polivoda  | Stanislau Bazhkou  |
| 2016 | Raffaello Bonusi      | Jonas Vingegaard    | Mauricio Ortega    |
| 2017 | Liam Bertazzo         | Joseph Cooper       | Siarhei Papok      |
| 2018 | Juan Sebastián Molano | Damiano Cima        | Jacopo Mosca       |
| 2019 | Jeroen Meijers        | Roy Eefting         | Jauhen Sobal       |

### Tour da China II
| Ano  | Vencedor          | Segundo              | Terceiro         |
| ---- | ----------------- | -------------------- | ---------------- |
| 2012 | Stefan Schumacher | Jenning Huizenga     | Vitaliy Popkov   |
| 2013 | Alois Kaňkovský   | Daniel Klemme        | Unai Iparragirre |
| 2014 | Borís Shpilevski  | Milan Kadlec         | Kamil Gradek     |
| 2015 | Mattia Gavazzi    | Nicolas Marini       | Borís Shpilevski |
| 2016 | Marco Benfatto    | Riccardo Stacchiotti | Luke Mudgway     |
| 2017 | Kevin Rivera      | Mirko Trosino        | Mauricio Ortega  |
| 2018 | Alejandro Marque  | Artem Ovechkin       | Kaden Groves     |
| 2019 | Lyu Xianjing      | José Fernandes       | Kevin Rivera     |

## Palmarés por países
| País          | Vitórias |
| ------------- | -------- |
| Itália        | 5        |
| Japão         | 3        |
| Rússia        | 3        |
| Alemanha      | 2        |
| Cazaquistão   | 1        |
| Dinamarca     | 1        |
| Uzbequistão   | 1        |
| Chéquia       | 1        |
| Polónia       | 1        |
| Suécia        | 1        |
| Costa Rica    | 1        |
| Colômbia      | 1        |
| Espanha       | 1        |
| Países Baixos | 1        |
| China         | 1        |